# Privatus van Mende

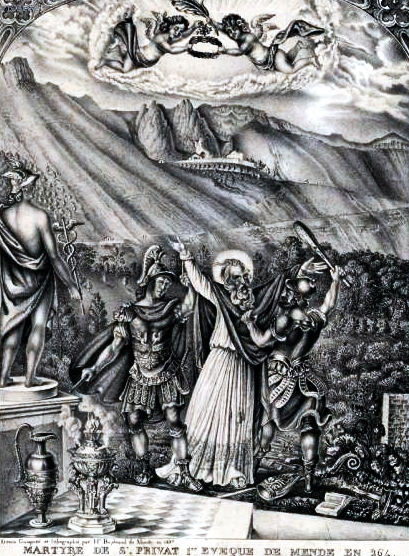
Privatus wordt belaagd door Alemannen, voorgesteld als Romeinen in een tempel.

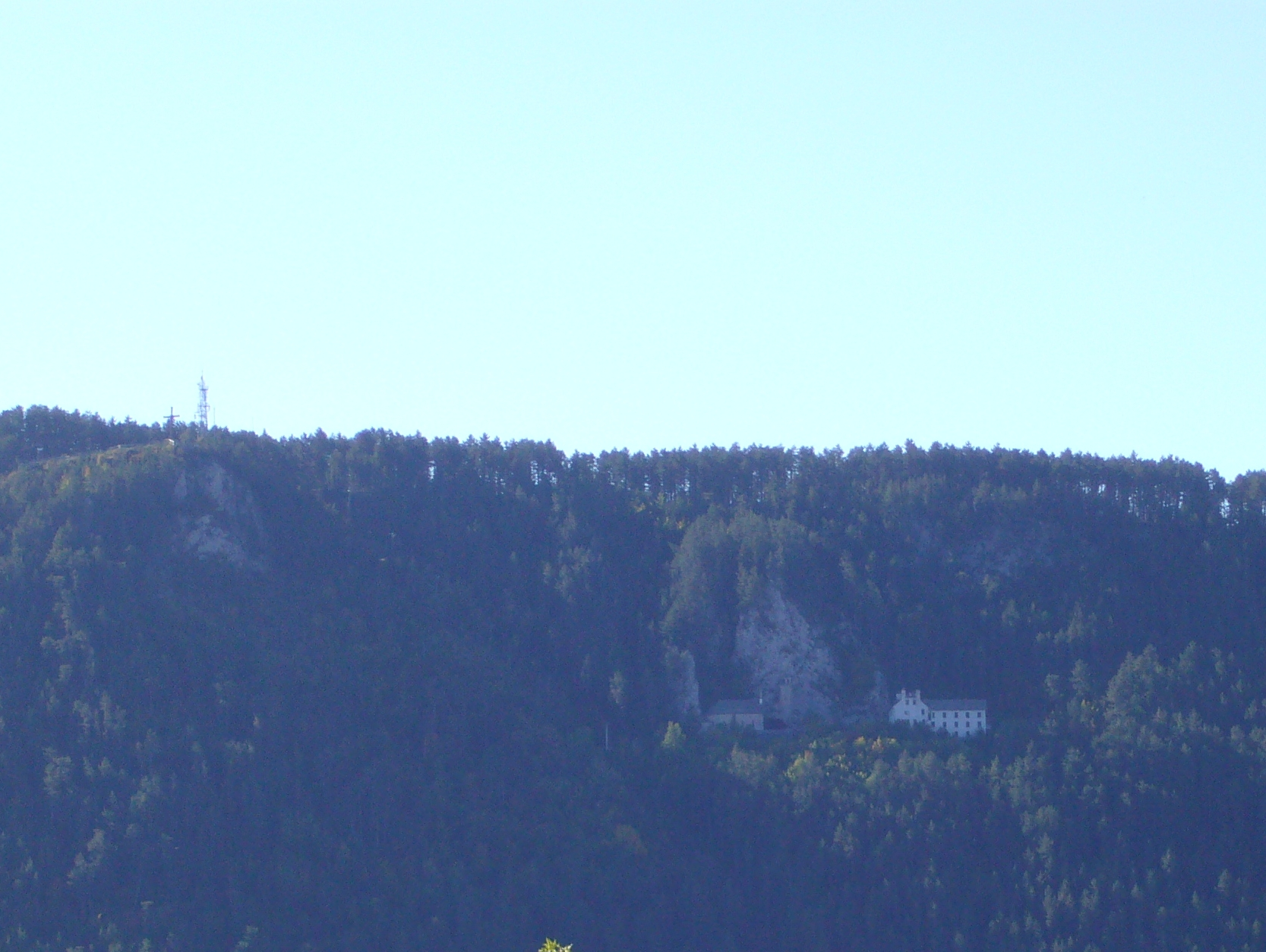
Rotswand buiten de stad Mende, waar Privatus als kluizenaar leefde.

Privatus van Mende (3e eeuw n.Chr.) was volgens de overlevering de eerste bisschop van de streek Gévaudan in het Romeinse Gallia. Hij is de patroonheilige van het bisdom Mende in het Franse departement Lozère.
In de Romeinse tijd werden de Gabali, verwant met de Arverni (vandaar: Auvergne), gekerstend. Privatus was een medewerker van bisschop Austremonius van Clermont. Hij vestigde zich als missiebisschop in Gévaudan, meer bepaald in het stadje Gabalum, vandaag het dorp Javols. Hij predikte en zorgde voor de armen, volgens Gregorius van Tours. Toen de Alemannen doorstootten tot in de Puy-de-Dôme met hun rooftochten, vluchtte de bevolking naar de bergen rond het huidige Mende. Privatus leefde er als kluizenaar in een rots. Na een zoektocht van meer dan een jaar vonden de Alemannen Privatus en brachten hem voor hun leider Chrocus. Chrocus dwong hem tot de overgave van het volk der Gabali, wat Privatus weigerde. Tevens zou Chrocus hem gedwongen hebben afgoden te vereren, wat Privatus ook weigerde. Privatus werd gemarteld en stervend aangetroffen door zijn medestanders. Hij stierf rond 260 in Mende.
Hij wordt vereerd als katholieke heilige en martelaar in het (latere) bisdom Mende. De Franse paus Urbanus V stimuleerde, vanuit Avignon, de verering van Privatus. Tot de 20e eeuw was het graf van Privatus in de kathedraal van Mende een bedevaartsoord.

## Wetenswaardigheden
- Een tiental gemeenten in Frankrijk hebben de heilige Privatus in hun naam.
- Er is een Occitaanse uitdrukking lou trop croumpa, lou pas prou bendre, sourtiguèt sen Pribat de Mende wat betekent: duur aankopen en goedkoop verkopen, doet Privatus uit Mende vertrekken. Dit is een verwijzing naar de aalmoezen die hij uitdeelde.

- Gemeinsame Normdatei: 189574542
- Virtual International Authority File: 220749598
- WorldCat: E39PBJdMbbWy69RBxHxfTqyKh3